# Emmanuel-Lebrecht d'Anhalt-Köthen
Emmanuel-Lebrecht (20 mai 1671, Köthen – 30 mai 1704, Köthen) est prince d'Anhalt-Köthen de sa naissance à sa mort.

## Biographie
Il est le fils posthume du prince Emmanuel, mort le 8 novembre 1670. Il est proclamé prince dès sa naissance, la régence étant assurée par sa mère Anne-Éléonore de Stolberg. Il devient majeur en 1692, deux ans après la mort de sa mère.
La mort de sa mère permet également à Emmanuel-Lebrecht d'épouser Gisèle-Agnès de Rath, une union à laquelle elle s'était opposée de son vivant. Ce mariage morganatique n'est tout d'abord pas reconnu comme dynastique. Ce n'est qu'en 1698 que les différents princes d'Anhalt reconnaissent sa légitimité, confirmée par l'empereur du Saint-Empire romain germanique l'année suivante.
En 1702, Emmanuel-Lebrecht introduit le principe de primogéniture dans la succession de l'Anhalt-Köthen. Il meurt deux ans plus tard, laissant deux fils mineurs. Sa femme assure la régence au nom de l'aîné Léopold.

## Descendance

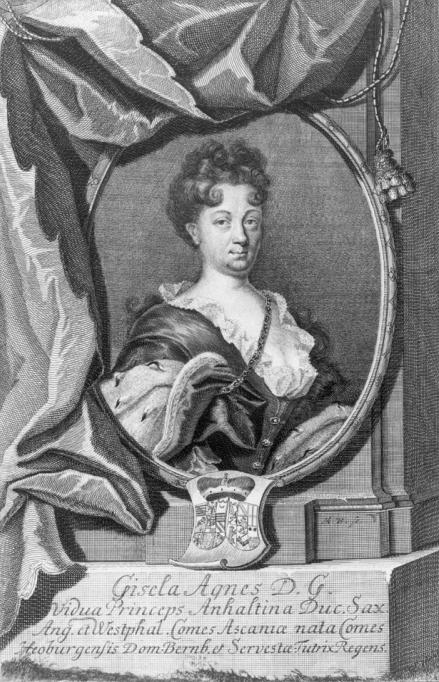
Gisèle-Agnès de Rath.

Le 22 mai 1692, Emmanuel-Lebrecht épouse Gisèle-Agnès de Rath (9 octobre 1669 – 12 mars 1740). Ils ont six enfants :
- Auguste-Lebrecht (24 mai 1693 – 25 octobre 1693) ;
- Léopold (29 novembre 1694 – 29 septembre 1728), prince d'Anhalt-Köthen ;
- Éléonore-Wilhelmine (7 mai 1696 – 30 août 1726), épouse en 1714 Frédéric-Erdmann de Saxe-Mersebourg (fils du duc Christian II), puis en 1716 le duc Ernest-Auguste Ier de Saxe-Weimar-Eisenach ;
- Auguste-Louis (9 juin 1697 – 6 août 1755), prince d'Anhalt-Köthen ;
- Gisèle-Auguste (24 juillet 1698 – 3 septembre 1698) ;
- Christiane-Charlotte (12 janvier 1702 – 27 janvier 1745).